# Bardowiek
Bardowiek é uma antiga povoação da Alemanha, destruída na década de 1970 pelas autoridades da Alemanha Oriental por estar demasiado próxima da fronteira interna alemã.

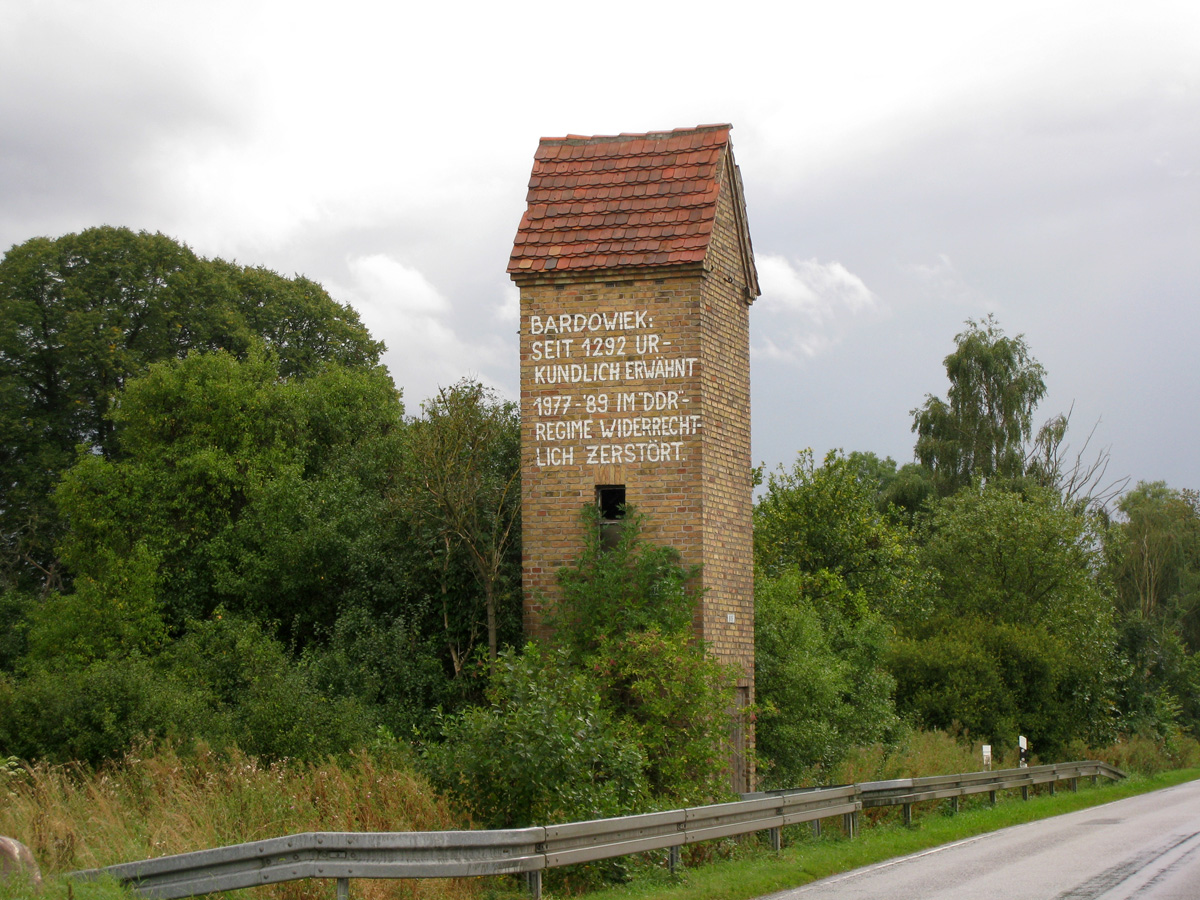
Tudo o que resta da povoação fronteiriça de Bardowiek é esta torre com a inscrição "Bardowiek: mencionada em registos históricos desde 1292; ilegalmente destruída entre 1977 e 1989 pelo regime da 'RDA."